# Pestalosphaeria elaeidis
Pestalosphaeria elaeidis är en svampart som först beskrevs av C. Booth & J.S. Robertson, och fick sitt nu gällande namn av Aa 1976. Pestalosphaeria elaeidis ingår i släktet Pestalosphaeria och familjen Amphisphaeriaceae.   Inga underarter finns listade i Catalogue of Life.